# گرک (رامهرمز)
گرک (رامهرمز)، روستایی از توابع بخش مرکزی شهرستان رامهرمز در استان خوزستان ایران است. اهالی این روستا لر هستند.
این روستا از شمال با زرزوری و سندارن، از جنوب شرق با مالکاید، از جنوب با لپویی و از شرق با روستای هزارمنی و قلعه شیخ هم مسیر می‌شود

## جمعیت
این روستا در دهستان حومه‌شرقی قرار دارد و براساس سرشماری مرکز آمار ایران در سال ۱۳۸۵، جمعیت آن ۱۸۹ نفر (۴۱خانوار) بوده است.